# Dayton, Alabama
Dayton là một thị trấn thuộc quận Marengo, tiểu bang Alabama, Hoa Kỳ. Dân số năm 2009 là 58 người, mật độ đạt 22 người/km².